# Zwerg-Epaulettenflughunde
Zwerg-Epaulettenflughunde (Micropteropus) sind eine Gattung von Säugetieren in der Familie der Flughunde mit zwei Arten, die in Afrika vorkommen. Die Gattung Micropteropus wurde 2020 mit der Gattung Epomophorus synonymisiert.

## Arten
Folgende Arten zählen zur Gattung:
- Haymans Kleiner Epaulettenflughund (Micropteropus intermedius) lebt im Südwesten der Demokratischen Republik Kongo und im Norden Angolas.
- Peters’ Kleiner Epaulettenflughund (Micropteropus pusillus) hat ein weites Verbreitungsgebiet in Afrika südlich der Sahara von Senegal im Westen bis Äthiopien im Osten, sowie südlich bis Angola. Die Art fehlt jedoch im Kongobecken. Die folgenden Beschreibungen beruhen vorwiegend auf Beobachtungen bei dieser Art.

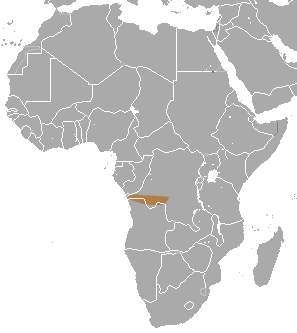
Verbreitungsgebiet von Haymans Kleinem Epaulettenflughund
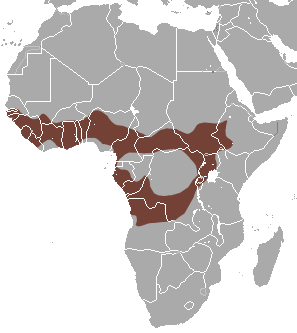
Verbreitungsgebiet von Peters Kleinem Epaulettenflughund

## Merkmale
Mit einer Kopf-Rumpf-Länge von 67 bis 105 mm, einer Unterarmlänge von 46 bis 65 mm, einem Stummelschwanz sowie einem Gewicht von etwa 20 g für Männchen bzw. 22 g für Weibchen sind diese Flughunde deutlich kleiner als ihre nahen Verwandten in der Gattung Epomophorus. Bezüglich des Körperbaus bestehen jedoch nur kleinere Abweichungen in Details des Schädelbaus, bei den Lippen und bei der Ohrengröße. Die Anerkennung als Gattung gründet sich hauptsächlich auf Unterschiede in den Chromosomen. Das lange, dichte und weiche Fell der Zwerg-Epaulettenflughunde ist braun auf der Oberseite und heller auf der Unterseite. Am Ansatz der Ohren befinden sich kleine weiße Haarbüschel. Männchen besitzen zudem die für Epaulettenflughunde typischen Haarbüscheln an den Schultern, wo sich auch sackähnliche Drüsen befinden. Die Drüsen konnten auch bei einigen Weibchen registriert werden.

## Lebensweise
Die Arten halten sich in offenen Baumbeständen sowie in Wäldern auf. Sie ruhen nahe dem Erdboden im Dickicht oder an Stämmen von Palmen. Ihre Nahrung besteht hauptsächlich aus reifen Früchten, für die sie längere Ausflüge unternehmen, sowie aus Nektar von Blüten des Leberwurstbaums (Kigelia africana). Die Geburt des Jungtieres erfolgt meist zu Beginn einer der zwei Regenzeiten, worauf es 7 bis 13 Wochen gesäugt wird. Weibchen paaren sich kurz nach der Geburt erneut und sind 5 bis 6 Monate trächtig. Die Geschlechtsreife tritt bei Weibchen nach 6 und bei Männchen nach 11 Monaten ein.

## Status
Von Micropteropus intermedius waren bis 2008 nur vier Exemplare bekannt und die letzte Sichtung erfolgte in den 1950er Jahren. Die Art wird deswegen von der IUCN mit „zu wenig Daten vorhanden“ (Data Deficient) gelistet. Micropteropus pusillus kommt vergleichsweise häufig vor und wird in die Kategorie „nicht gefährdet“ (Least Concern) eingeordnet.